# Gerard von Rouen
Gérard von Rouen († 21. Mai 1108 in London) war ein englischer Geistlicher sowie Lordkanzler und Siegelbewahrer von England und Erzbischof von York.

## Leben
Gérard von Rouen war ein Neffe von Walkelin, Bischof von Winchester, und von Simeon, Abt von Ely sowie mit dem normannischen Königshaus von England verwandt. Ursprünglich war er geistlicher Lehrer in Rouen und wurde von König Wilhelm I. zum Lord High Chancellor (1085–1092) ernannt. Bei seinem Sohn und Nachfolger, Wilhelm II. Rufus, wurde er in diplomatischer Mission nach Rom gesendet. Der Grund war der jahrelange Investiturstreit zwischen dem König und Erzbischof Anselm von Canterbury. Gérard von Rouens Erfolg wurde mit dem Bistum von Hereford belohnt.
König Heinrich I. ernannte 1100 Gérard von Rouen zum Erzbischof von York. Hauptkontrahent von Heinrich und Gérard war Anselm, der Erzbischof von Canterbury und damit höchster Kleriker Englands. Heftige Auseinandersetzungen folgen, auf deren Höhepunkt Anselm dem König mit Exkommunikation drohte und Anselm wegen Verweigerung des Treueeids erneut verbannt wurde. Anselm war in der Frage der Laieninvestitur, die das ganze Abendland in höchste Erregung versetzte, unnachgiebig und fand die Unterstützung des Klerus. Heinrich zog dem Kampf einen modus vivendi vor, der im Vertrag von Westminster 1107 erreicht wurde. Der König verzichtete auf die Investitur mit Ring und Stab sowie auf das Regalien- und Spolienrecht und ließ die kanonische Wahl der Bischöfe durch das Domkapitel zu. Die Wahl musste jedoch am königlichen Hof und in Gegenwart des Königs oder seines Beauftragten stattfinden. 
Nach der Wahl hatte der neue Bischof oder Abt als Vasall dem König für sein Lehnsgut zu huldigen. Erst dann durfte die Weihe vollzogen werden. Diese Trennung von temporalia und spiritualia bedeutete einen Sieg des Königs, insofern als die Belehnung mit den temporalia durch den König die Voraussetzung für die Weihe mit Ring und Stab war und außerdem die Wahl dem königlichen Einfluss offen blieb. Allerdings unterstützte der König die Kirchenreform auf anderen Gebieten. So versah er die neuen monastischen Reformorden, vor allem die Augustiner-Chorherren und zum Ende seiner Herrschaft hin die Zisterzienser, mit reichen Schenkungen. Entschlossen setzte er sich gegen die noch weit verbreitete Priesterehe und für die Durchsetzung des Zölibats ein.
Der Papst rügte Gérard von Rouen für seine Opposition zum Primas, und schließlich wurden die zwei Prälate versöhnt. Sein plötzlicher Tod ohne die Sterbesakramente (lat.: sacramentum morientium) wurde als ein göttliches Urteil angesehen. Die Kanone lehnten es ab, ihn innerhalb der Kathedrale zu bestatten.